# 圖哈默克島

圖哈默克島（英語：Two Hummock Island）是南極洲的島嶼，長9.4公里，處於列日島東南面9.6公里和布拉班特島以東11.5公里，屬於帕默群島的一部分，最高點海拔高度670米，現時由南極條約體系管理。